# Sha Ling-li
Sha Ling-li (chiń. 沙玲莉; pinyin Shā Línglì; ur. 11 października 1978) – tajwańska zapaśniczka w stylu wolnym. Pięciokrotna uczestniczka mistrzostw świata, zdobyła brązowy medal w 1996. Trzecia na igrzyskach wschodniej Azji w 2001. Złota medalistka mistrzostw Azji w 1999, srebrna w 1996 i brązowa w 1997 roku.